# Gl'italici e Gl'indiani
Gl'italici e gl'indiani (en español “Los italianos y los indios”) es una ópera en acto único del compositor italiano Michele Carafa, con libreto en italiano de Andrea Leone Tottola. Fue estrenada en el Teatro San Carlo de Nápoles el 4 de octubre de 1825.

## Historia
La mayoría de las óperas que Carafa compuso para teatros italianos en la década de 1820 no consiguieron triunfar, y su situación se estaba volviendo cada vez más peligrosa en Nápoles a causa de sus simpatías liberales. Gl’italici e gl’Indiani fue de hecho la última ópera que compuso para el teatro San Carlo y la penúltima que compuso en Italia, antes de trasladarse definitivamente a París en 1827. El libreto es obra de Andrea Leone Tottola, con quien el compositor ya había colaborado anteriormente, especialmente en el que fuera su mayor éxito, Gabriella di Vergy .
La ópera se estrenó en Nápoles con motivo del onomástico del rey Francisco I, con escenografía de Pasquale Canna. El estreno de la ópera, en el que Carafa ni siquiera estuvo presente, fue un fracaso, y no hay constancia de que fuera representada en más ocasiones.
La ópera no ha sido recuperada en época moderna. 

## Personajes
| Personaje                                              | Voz          | Elenco del estreno Director de orquesta: Nicola Festa |
| ------------------------------------------------------ | ------------ | ----------------------------------------------------- |
| Archeo (capitán de la expedición italiana)             | bajo         | Luigi Lablache                                        |
| Timante (su hijo)                                      | tenor        | Giovanni David                                        |
| Gandarte (rey de la isla)                              | bajo         | Massimo Orlandini                                     |
| Corasmino (su hijo)                                    | mezzosoprano | Adelaide Comelli                                      |
| Arsinoe (su esposa)                                    | soprano      | Adelaide Tosi                                         |
| Guerreros y marineros italianos, indios de ambos sexos |              |                                                       |

## Argumento
La acción tiene lugar en una isla en el Ganges no identificada en el libreto, hacia el siglo IV a. C.
Antecedentes
Mientras una expedición comercial del sur de Italia descendía por el Ganges, tuvieron un enfrentamiento con los indios locales, como resultado del cual los hijos de cada uno de los líderes terminaron como rehenes del otro grupo. Esto les obliga a firmar la paz, pero mientras tanto, Timante, hijo del líder griego, se ha enamorado de Arsinoe, prometida del príncipe indio Corasmino. Sabedor de esto, el líder griego Archeo le impide acudir a la fiesta que se va a celebrar por el tratado de paz, por miedo a lo que pueda suceder. 
Acto único
Cala de la isla con altar en el centro
Se acaba de celebrar el sacrificio que representa el pacto de amistad entre italianos e indios, pero Archeo se muestra pesaroso y quiere marcharse de inmediato, pese a que los demás tratan de detenerlo. Además, se muestran extrañados de que Timante, su hijo, no haya acudido. Finalmente consiguen convencerlo para que se quede un momento con ellos. Mientras tanto, Corasmino le confirma su amor a Arsinoe (aria: Non temer; d'un basso affetto). Mientras los indios ofrecen refrescos a los italianos, aparece Timante, que ha desobedecido las órdenes de su padre, y se muestra feliz de regresar al lugar en el que estuvo cautivo (aria: Cari oggetti, a voi vicino). Se encuentra con Arsinoe y le confiesa su amor; ella le responde que le ha querido siempre como a un hermano, pero él responde que nunca podrá amar a otra (dúo: Se lieto al partir mio). Llega entonces Corasmino, saludando alegremente a su amigo Timante, pero nota que Arsinoe se pone a temblar de miedo. Archeo se sorprende al encontrar allí a su hijo, justo en el momento en el que se va a celebrar la boda entre Corasmino y Arsinoe. Al darse cuenta de lo que ocurre, Timante detiene la ceremonia y pide primero enfrentarse a Corasmino. Archeo y Gandarte tratan de detenerlos, y finalmente Archeo consigue que sus hombres se lleven a Timante al barco. 
Gandarte, que no sabía nada de lo ocurrido, pide que la paz no se ponga en peligro por el ardor de un joven. Mientras, Corasmino, furioso, se aleja de Arsinoe, pensando que ella le ha sido infiel con Timante, pero ella consigue convencerle de que no es cierto y al final ambos se confiesan su amor (dúo: Deh parla... che brami?). Mientras Archeo le promete a Gandarte que Timante les pedirá perdón, pero Gandarte le dice que no será necesario llegar a tanto. Sospechando lo que pueda ocurrir, Archeo le pide a su hijo que, si Gandarte le ofrece casarse con Arsinoe como símbolo de paz, él lo rechace. Timante se niega, pero Archeo consigue convencerle de que es lo que tiene que hacer, que es para lo que él lo ha criado y educado (dúo: All'onor del patrio suolo). Llega Arsinoe, pensando que Timante se la va a llevar de regreso a Italia, pero entonces Timante abraza a Corasmino y les pide que olviden su error. Los italianos regresan a su casa y Arsinoe canta a su felicidad. 

## Estructura
- Sinfonía

Acto único
- N. 1 - Introducción O comun padre ed arbitro (Coro, Archeo, Arsinoe, Corasmino, Gandarte)
- N. 2 - Aria Non temer; d'un basso affetto (Corasmino)
- N. 3 - Coro y Cavatina Ti calma, Signore - Cari oggetti, a voi vicino (Timante, Coro, Arsinoe)
- N. 4 - Dueto Se lieto al partir mio (Timante, Arsinoe)
- N. 5 - Quinteto Ah quale in petto crudel tempesta! (Arsinoe, Timante, Gandarte, Corasmino, Archeo, Coro)
- N. 6 - Dueto Deh parla... che brami? (Corasmino, Arsinoe)
- N. 7 - Duetto All'onor del patrio suolo (Archeo, Timante)
- N. 8 - Coro y Aria Final Come del Sole il vivido - Se mai da te dividere (Arsinoe, Archeo, Timante, Corasmino, Gandarte, Coro)

## Discografía
No existe por el momento ninguna grabación de la ópera.